# Behüte mich, Gott
Behüte mich, Gott ist ein durch die Communauté de Taizé geschriebenes Kirchenlied.

## Text
Behüte mich Gott, ich vertraue dir.

Du zeigst mir den Weg zum Leben.

Bei dir ist Freude, Freude in Fülle!
Der Text hat einen biblischen Ursprung und stammt aus Psalm 16,1 :

„Ein Lied Davids. Behüte mich, Gott, denn bei dir habe ich mich geborgen!“

## Form und Verbreitung
Das Lied ist ein für die Gemeinschaft von Taizé charakteristischer, vierstimmiger Kurzgesang. Das Lied wird in meditativer Weise (ostinato) unverändert wiederholt gesungen.
Es gibt eine Reihe von Notensätzen für Instrumente: Keyboard, Gitarre, Flöte, Oboe, Oboenduo, Klarinette, Klarinettenduo und  Trompete.
Das Lied ist neben in Deutsch noch in drei weiteren Sprachen singbar: Portugiesisch (Tu és meu Deus, eu confio em ti), Litauisch (Globok, Deve, mus) und Schwedisch (Bevara mig Gud).
Im aktuellen Liedheft (Stand 2018) ist es unter der Nummer 147 zu finden.
Das Lied unterliegt dem Copyright von Ateliers et Presses de Taizé, ist also keinem namentlich bekannten Komponisten zuzuordnen, sondern von den Brüdern aus Taizé geschrieben worden. Dies ist bei vielen neueren Taizé-Liedern der Fall.
Das Lied findet sich auf mehreren CD-Aufnahmen aus der Kirche der Versöhnung von Taizé: „Christe Lux Mundi“ (20. Juni 2006, auf Deutsch), „Taizé – Instrumental 3“ (1. Juli 2010, instrumental), Velaré Contigo (17. Februar 2014, instrumental) sowie auf zwei Studioaufnahmen: „Behüte mich, Gott. Lieder inspiriert von Taizé“ und „Trust, Inspirations from Taize“ (19. Dezember 2008, auf Englisch).